# بمبيسفرد (كامبريدجشير)
بمبيسفرد (بالإنجليزية: Pampisford)‏ هي قرية و أبرشية مدنية تقع في المملكة المتحدة في إنجلترا.